# I lyset af revolutionen: om kvinder og kunst i Kairo
I lyset af revolutionen: om kvinder og kunst i Kairo er en dansk dokumentarfilm fra 2015 instrueret af Lone Falster og Iben Haahr Andersen.

## Handling
Da det arabiske forår kommer til Egypten i 2011 forandrer det alle, også de kvindelige kunstnere. Filmen følger otte kvinder, musikere, billedkunstnere, en fotograf og en filminstruktør i de omvæltende år, hvor militæret og Det Muslimske Broderskab kæmper om magten.